# AFI (grup musical)
AFI és un grup de rock estatunidenc, de Ukiah (Califòrnia), creat el 1991. El grup va començar amb un estil hardcore punk, a causa d'una important onada de principis dels anys 90 a Califòrnia, amb cançons típiques del gènere, d'escassos dos minuts de duració i influïts per grups com Misfits o Dead Kennedys.

## Història
AFI va néixer quan Davey Havok, Mark Stopholese, Adam Carson i Vic Chalker, estant a l'institut de Ukiah, Califòrnia, van formar un projecte el 1990 per tocar música alternativa. En aquell moment, el grup no tenia cap Bateria (instrument musical)|bateria ni tampoc experiència en tocar instruments. Stopholese va suggerir que el seu amic Adam Carson, s'unís al grup, ja que ell tenia un set de bateria. Stopholese va aprendre a tocar la guitarra, mentre que Chalker va fer el mateix amb el baix i el 1993 van llençar l'EP Dork amb l'ara difunt grup Loose Change, en el qual s'hi trobava el futur guitarrista.

## Discografia
- Answer That and Stay Fashionable (1995)
- Very Proud of Ya (1996)
- Shut Your Mouth and Open Your Eyes (1997)
- Black Sails in the Sunset (1999)
- The Art of Drowning (2000)
- Sing the Sorrow (2003)
- Decemberunderground (2006)
- Crash Love (2009)
- Burials (2013)
- AFI - The Blood Album (2017)[1]